# Souljaboytellem.com
Souljaboytellem.com is het debuutalbum van de Amerikaanse rapper Soulja Boy. Het album werd uitgebracht onder Collipark Records, Interscope en zijn eigen label, SOD Entertainment, op 2 oktober 2007. Op het album staat de hitsingle "Crank That (Soulja Boy)" en gast optredens van labelvriend Arab 2059 en i15.
Veel reacties van critici waren negatief. Zo werd het album monotoon en afgezaagd genoemd. Souljaboytellem.com kwam echter binnen op plaats 4 in de Billboard 200.